# Discothyris ferruginata
Discothyris ferruginata är en fjärilsart som beskrevs av Moore 1888. Discothyris ferruginata ingår i släktet Discothyris och familjen Crambidae. Inga underarter finns listade i Catalogue of Life.